# 斑桃镇
斑桃镇，是中华人民共和国陕西省安康市紫阳县一个已撤销的乡级行政区，2015年，陕西省民政厅批复同意撤销斑桃镇，将其所辖的小河、端垭2个村划归洄水镇，新垭村、麻园村、斑桃村、斑桃街道社区划归界岭镇。